# Baysox de Bowie
Les Baysox de Bowie (en anglais : Bowie Baysox) sont une équipe de ligue mineure de baseball basée à Bowie (Maryland). Affiliés à la formation de MLB des Baltimore Orioles, les Baysox jouent au niveau AA en Eastern League. Fondée en 1993, ils évoluent depuis 1994 au Prince George's Stadium, enceinte de 10 000 places.

## Histoire
Entre 1988 et 1992, la franchise AA des Orioles de Baltimore est localisée à Hagerstown (Maryland). Avec l'expansion de la MLB de 1993, les Suns de Hagerstown sont relégués au niveau A et une nouvelle franchise AA est créée à Bowie (Maryland).
En 1994, le club joue brièvement ses matchs à domicile au Shipley Field.
Le surnom du club est choisi par vote des fans. Baysox s'impose devant Baybirds et Nationals. Le terme « Bay » fait référence à la baie de Chesapeake qui se trouve à une trentaine de kilomètres à l'est de Bowie.

## Palmarès

### Saison régulière
Classement final en Eastern League - Division Sud
- 1993: 72-68 (3e), manager Don Buford
- 1994: 84-58 (2e), manager Pete Mackanin
- 1995: 68-74 (3e), manager Bob Miscik
- 1996: 54-88 (5e), managers Bob Miscik/Tim Blackwell
- 1997: 75-67 (2e), manager Joe Ferguson
- 1998: 71-71 (5e), manager Joe Ferguson
- 1999: 70-71 (4e), manager Joe Ferguson
- 2000: 65-77 (5e), manager Andy Etchebarren
- 2001: 59-82 (6e), manager Dave Machemer
- 2002: 55-84 (5e), manager Dave Cash/Dave Stockstill
- 2003: 69-72 (4e), manager Dave Trembley
- 2004: 73-69 (3e), manager Dave Trembley
- 2005: 74-68 (3e), manager Don Werner
- 2006: 67-74 (4e), manager Don Werner
- 2007: 72-68 (4e), manager Bien Figueroa
- 2008: 84-58 (1er), manager Brad Komminsk

### Play-offs
- 1993 : défaite contre Canton-Akron, 3-2 au premier tour.
- 1994 : défaite contre Harrisburg, 3-2 au premier tour.
- 1997 : défaite contre Harrisburg, 3-2 au premier tour.
- 2008 : défaite contre Akron, 3-1 au premier tour.